# Babyfingers
Babyfingers – minialbum autorstwa awangardowej grupy The Residents wydany w 1979 roku. Początkowo materiał z płyty miał trafić na trzecią stronę płyty Fingerprince wydanego w 1976 roku (album ten miał zostać wytłoczony w technologii pozwalającej na odsłuchanie dwóch różnych zawartości na jednej stronie płyty winylowej w zależności od miejsca położenia igły), z pomysłu zrezygnowano jednak po odkryciu, że trzy lata wcześniej grupa Monty Python użyła identycznej metody zapisu na swoim Matching Tie and Handkerchief oraz ze względów finansowych, a niewykorzystany materiał trafił na osobną płytę.
Babyfingers doczekało się trzech reedycji – w 1980 (wydanie to było wykorzystane w charakterze prezentu dla członków fanklubu grupy, nie trafiło nigdy do regularnej sprzedaży), rok później wytłoczono ją również na limitowanych kopiach różowego winyla. Począwszy od pierwszego wydania Fingerprince na płycie kompaktowej w 1988 roku obydwa materiały tworzą spójną całość zgodnie z listą utworów która miała znaleźć się na pierwotnym, trójstronnym wydaniu płyty.

## Lista utworów
1. „Monstrous Intro” (nieobecne na niektórych wydaniach winyla)
2. „Death in Barstow”
3. „Melon Collie Lassie”
4. „Flight of the Bumble Roach”
5. „Walter Westinghouse”